# Andén (agricultura)

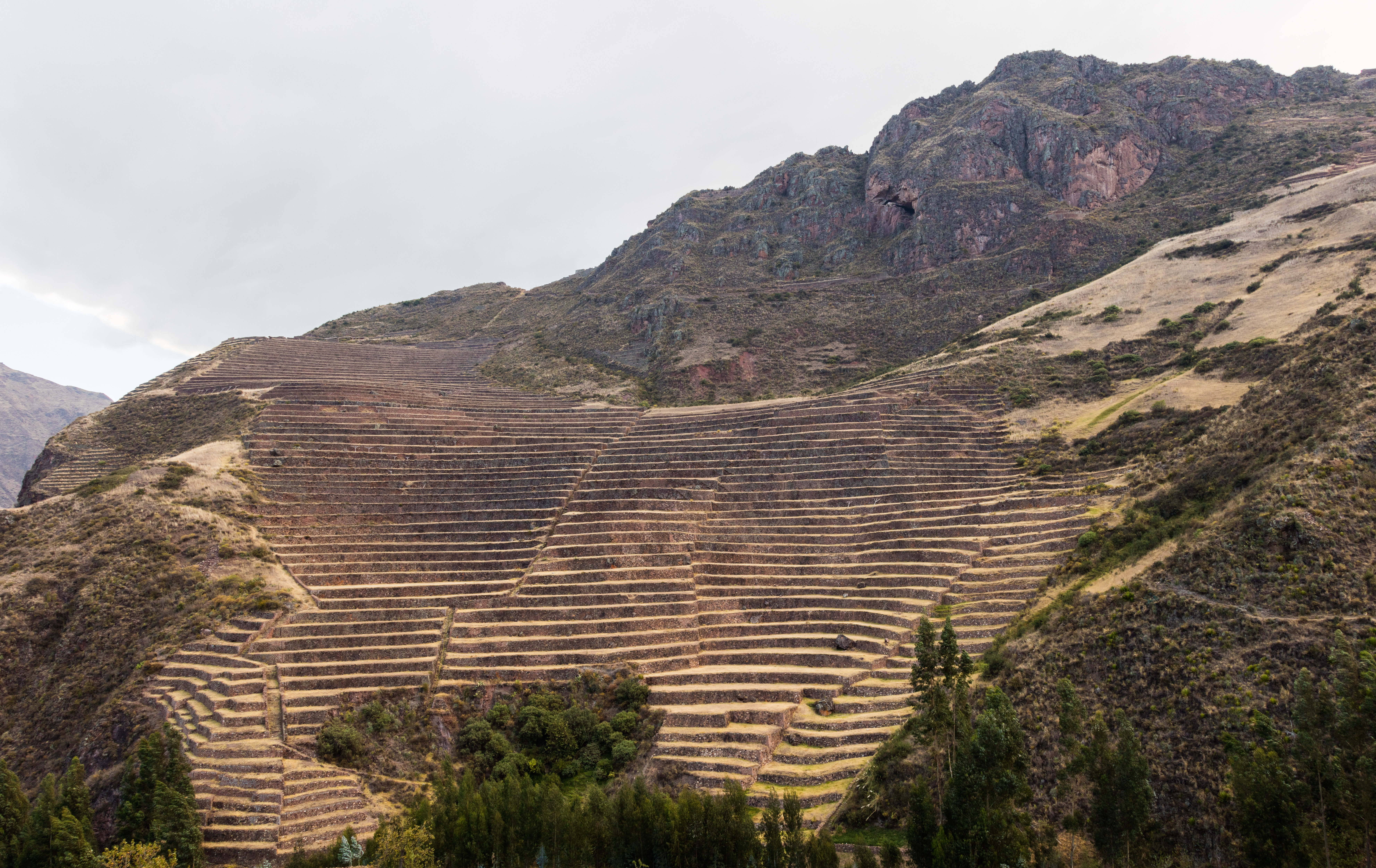
Andenes en el Valle Sagrado de los Incas, en proximidad de Písac, Perú.

Un andén en agricultura, es una terraza en forma de escalera excavada en la ladera de una colina con fines agrícolas. Son comunes en las laderas de las montañas andinas, en donde se utilizan como tierra de cultivo. En los Andes de América del Sur, la mayoría de los andenes existentes datan de los tiempos precolombinos.

## El Origen y La historia

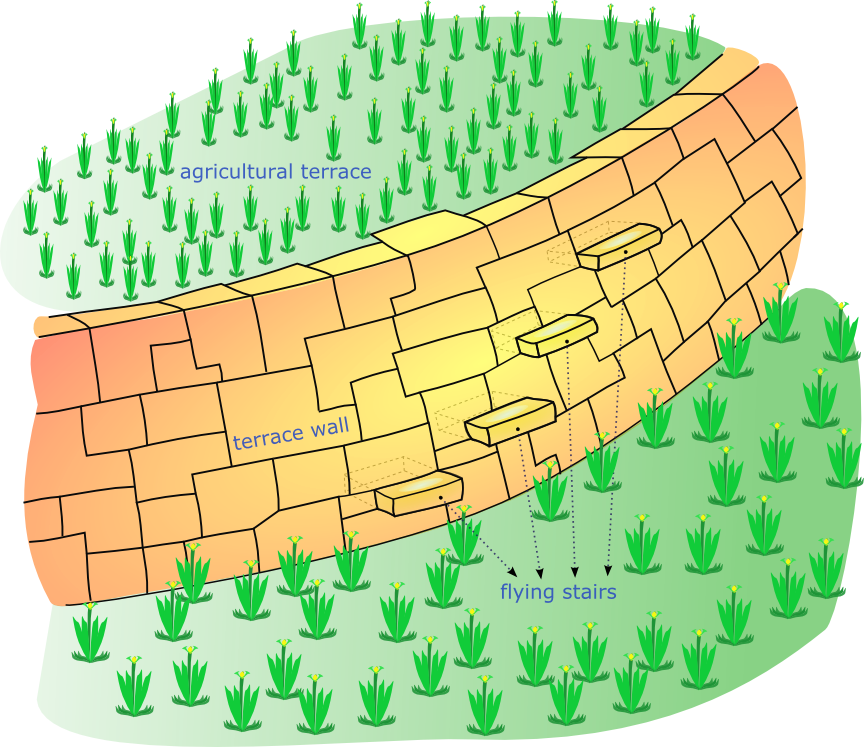
Diagrama de ingeniería inca de los andenes

Los ríos que discurren por la cordillera de los Andes forman valles estrechos de los territorios situados por encima de los 500 metros de altitud.  A diferencia de la zona costera donde la irrigación con canales permitió ganar tierras cultivables a los desiertos planos, en las zonas montañosas de la cordillera existen valles muy estrechos y profundos lo que impedía la existencia de una agricultura a gran escala.  Los antiguos habitantes de la región andina, al necesitar tierras de cultivo adicionales a las que les ofrecían sus estrechos valles, intentaron ganar esas tierras a costa de las montañas y crearon los primeros andenes.
La escala no parece haber sido muy importante hasta aproximadamente el siglo VI de nuestra era, cuando el Estado Huari o Wari empieza una masiva construcción de andenes en la región de Ayacucho, lo que implicaba una gran inversión de fuerza de trabajo.  Es precisamente a partir de ese momento en que Huari cobra importancia geopolítica y empieza su expansión por los Andes Centrales en lo que es considerado el primer imperio andino (siglos VI a X).
En los siglos sucesivos se perfeccionó la técnica de construcción de andenes, incorporando capas de diferentes materiales al relleno, para controlar mejor el drenaje de los mismos frente a las lluvias.  En el siglo XV, los incas invirtieron recursos considerables no solo en los rellenos sino en la calidad de los muros de piedra. En el período incaico, precisamente, los andenes fueron usados para otros fines, como controlar la erosión de las montañas donde construían sus centros ceremoniales.  Por ejemplo, buena parte de los andenes construidos en el extremo oeste de Machu Picchu tienen esa finalidad.

## Zonas de andenes
Los andenes de una escala poseen un atractivo extra más allá del histórico y de sus originales motivaciones económicas: Son en sí mismos recursos paisajísticos y su distribución en las montañas andinas no está exenta de valores estéticos. Muchos de ellos siguen la curva natural de las laderas lo que hace que guarden armonía visual con el entorno. La idea de jardines colgantes en las montañas, puede calzar bien con la descripción de los andenes.
Entre el centro del Perú y el norte de Bolivia se encuentran algunos de los conjuntos de andenes mejor conservados, aunque los hay también en el norte de Chile y Argentina. Probablemente una de las zonas de andenes más destacadas se ubiquen en Andamarca (provincia de Lucanas, departamento de Ayacucho), y el Valle del Colca (cuyas terrazas fueron construidas por los collaguas a partir del siglo XI). Son visualmente impactantes los de las islas del lago Titicaca (construidos por los aimaras) y los del llamado Valle Sagrado de los Incas en el Cuzco, construidos por los incas donde destacan especialmente los conjuntos de andenes concéntricos de Moray, y las enormes terrazas de Pisaq y Ollantaytambo.  Buena parte de estos andenes son usados hasta el día de hoy, lo que refleja la calidad de su diseño.